# Choe Son-hui
Choe Son-hui (coreano: 최선희; Pionyang, 10 de agosto de 1964) es una política y diplomática norcoreana, que se desempeña como Ministra de Relaciones Exteriores de Corea del Norte desde el 11 de junio de 2022. Es la primera mujer en ocupar el cargo y es una de las pocas mujeres norcoreanas que ocupan un cargo de alto nivel.

## Biografía
Choe es una intérprete experimentada, asistente, investigadora y funcionaria del Ministerio de Relaciones Exteriores. Con fluidez en inglés, interpretó en las conversaciones a seis bandas y el diálogo Washington-Pionyang al principio de su carrera. Choe ha ascendido de rango en el Ministerio de Relaciones Exteriores, desde jefe de sección hasta subdirector y, desde 2016, subdirector general del departamento de América del Norte. Fue nombrada viceministra regular en 2018 con una cartera norteamericana. Se convirtió en la primera viceministra al año siguiente.
Según los informes, Choe participa regularmente en la diplomacia paralela y tiene experiencia particularmente en el área de las relaciones entre Corea del Norte y Estados Unidos y los asuntos nucleares. Una declaración de Choe publicada antes de la Cumbre de Singapur de Corea del Norte y Estados Unidos de 2018 entre Donald Trump y Kim Jong-un llevó al presidente Trump a cancelar temporalmente la reunión. Choe se había referido al vicepresidente de Estados Unidos, Mike Pence, como un "tonto político", lo que enfureció a Trump. Independientemente, Choe participó en la cumbre cuando se llevó a cabo el 12 de junio. En la Cumbre de Hanói entre Corea del Norte y Estados Unidos de 2019, Choe hizo un intento de última hora para llegar a un acuerdo con sus homólogos estadounidenses, pero las conversaciones no lograron llegar a un acuerdo.

## Vida personal

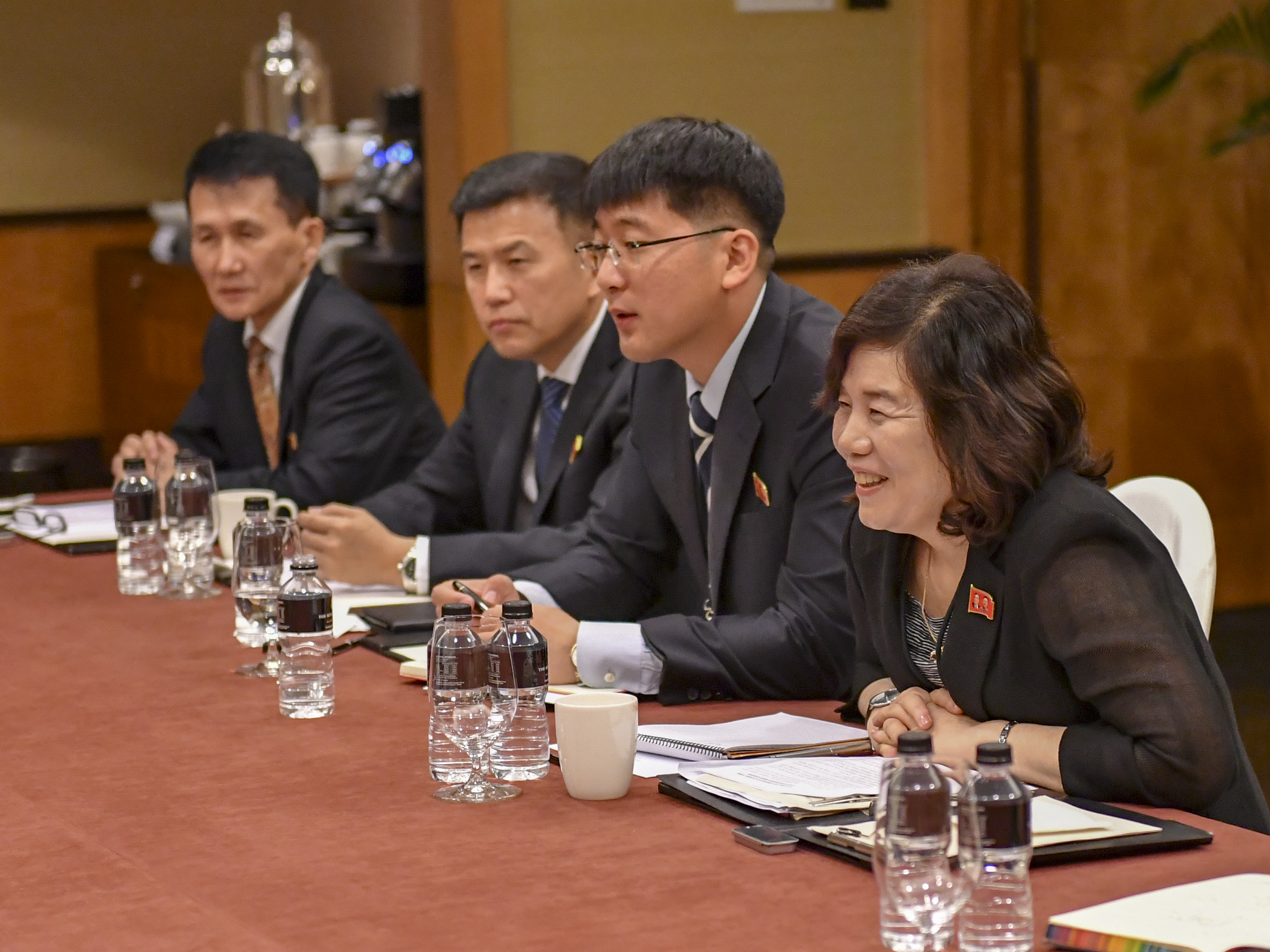
Choe Son-hui asiste a la embajada.

Choe Son-hui nació el 10 de agosto de 1964 en Corea del Norte. Ella es la hijastra de Choe Yong-rim, un ex primer ministro de Corea del Norte que luchó junto a Kim Il-sung durante la lucha antijaponesa. A través de su padrastro, Choe tiene una conexión cercana con la dinastía gobernante Kim de Corea del Norte. Fue educada en Corea del Norte, China, Austria, y Malta y habla inglés con fluidez.